# Dairago
Dairago là một đô thị ở tỉnh Milano, vùng Lombardia của Italia, khoảng 25 km về phía tây bắc của Milano. Tại thời điểm ngày 31 tháng 12 năm 2004, đô thị này có dân số 4.813 và diện tích là 5,6 km².
Dairago giáp các đô thị sau:Busto Arsizio, Legnano, Magnago, Villa Cortese, Buscate, Busto Garolfo, Arconate.